# Stig Broeckx
Stig Jan Martine Broeckx (Mol, 10 mei 1990) is een voormalig Belgisch wielrenner.
In 2013 werd hij tweede op het Belgisch kampioenschap wielrennen voor elite zonder contract. Broeckx werd in zijn eerste jaar prof direct geselecteerd voor het Ronde van Vlaanderen-team van Lotto-Belisol.
Aan zijn beloftevolle carrière kwam in 2016 plots een eind door een ongeval tijdens de Baloise Belgium Tour.

## Ongeval
Op 28 mei 2016 was Broeckx, tijdens de voorlaatste rit van de Baloise Belgium Tour, betrokken in een zware valpartij. Twee motoren wilden het peloton inhalen, maar kwamen ten val en werden in de groep wielrenners gekatapulteerd. Bij de valpartij waren liefst 18 renners betrokken, waarvan er 11 gewond raakten. Pieter Jacobs (2 gebroken ruggenwervels) en Stig Broeckx waren de zwaarste slachtoffers van het ongeval. 
Broekcx, die 3 maanden eerder ook al het slachtoffer was van een incident met motoren in de wielerwedstrijd Kuurne-Brussel-Kuurne, had o.a. 2 bloedingen in de hersenen en ernstige hersenschade opgelopen. Hij bevond zich meteen in comateuze toestand  en werd onmiddellijk overgebracht naar het neurochirurgisch centrum van het ziekenhuis te Aken.
Een maand daarna bevond Broeckx zich in een vegetatieve toestand. In december 2016 meldde de ploegarts van Lotto-Soudal dat Broeckx niet meer in coma lag en dat zijn toestand vooruitging. Tegen 2019 was Broeckx enigszins hersteld, in die mate dat hij opnieuw zelfstandig kon lopen en na verloop van tijd ook opnieuw fietsen. Zijn geheugen bleef echter aangetast en zo kon hij zich van de 5 jaren voorafgaand aan het ongeval niets meer herinneren. Mede via internet kwam Stig erachter dat hij profwielrenner was geweest, dat hij de Ronde van Vlaanderen gereden had, welke topwielrenners zijn ploegmaten waren geweest, etc.
Het verloop van de revalidatie van Stig Broeckx kwam aan bod in afleveringen van het tv-programma Bargoens.
In 2019 ontving hij een Ereteken van de Vlaamse Gemeenschap. Tijdens de elfde etappe in de Ronde van Frankrijk 2019 was Broeckx er om ploeggenoot Caleb Ewan op te wachten toen hij die etappe wist te winnen.
In 2020 verscheen De Stig, een film van Eric Goens die eerder het tv-programma Bargoens maakt, die de revalidatie van Stig Broeckx pakkend in beeld brengt. Samen met de docu-film verscheen ook het boek "Zeg nooit nooit", van de hand van Thijs Delrue. "Zeg nooit nooit is een genuanceerd verhaal geworden met een positieve boodschap."

## Overwinningen
2013:
- Jongerenklassement World Ports Classic
- Provinciaal kampioen Antwerpen (ITT)

## Resultaten in voornaamste wedstrijden
| Jaar | Ronde van Italië | Ronde van Frankrijk | Ronde van Spanje |
| ---- | ---------------- | ------------------- | ---------------- |
| 2014 |                  |                     |                  |
| 2015 | opgave           |                     |                  |

| Jaar | Gent-Wevelgem | Ronde van Vlaanderen | Parijs-Roubaix | Amstel Gold Race | Parijs-Tours |
| ---- | ------------- | -------------------- | -------------- | ---------------- | ------------ |
| 2014 |               | 42e                  | 58e            |                  |              |
| 2015 | opgave        | 109e                 | 86e            | 116e             | 95e          |

## Ploegen
- 2012- Lotto-Belisol U23
- 2013- Lotto-Belisol U23 (tot 31/07)
- 2013- Lotto-Belisol (stagiair)
- 2014- Lotto-Belisol
- 2015- Lotto Soudal
- 2016- Lotto Soudal